# Raz-de-marée de la Saint-Clément en 1334
L'inondation survenu en 1334 aux Pays-Bas.